# Ramon Gittens
Ramon Gittens (Barbados, 20 de julio de 1987) es un atleta barbadense especializado en la prueba de 60 m, en la que consiguió ser medallista de bronce mundial en pista cubierta en 2016.

## Carrera deportiva
En el Campeonato Mundial de Atletismo en Pista Cubierta de 2016 ganó la medalla de bronce en los 60 metros, llegando a meta en un tiempo de 6.51 segundos que fue récord nacional, tras el estadounidense Trayvon Bromell (oro con 6.47 segundos) y el jamaicano Asafa Powell (plata).